# Compagnie des tramways de Nîmes
La Compagnie des tramways de Nîmes est une entreprise française qui développe et gère le réseau des Tramways électriques dans la ville de Nîmes de 1898 à 1933 où elle est remplacée par la Société fermière des tramways de Nîmes.

## Histoire
La Compagnie des tramways de Nîmes est fondée à Lyon en 1898, chez maître Pétrus Bernard notaire à Lyon.  Son siège se trouve dans cette ville au 13 de la rue Grollée.
Elle se substitue à la Société des tramways du Var et du Gard le 27 décembre 1898.
Elle développe dans la ville de Nîmes, un réseau de tramways électriques, déclaré d'utilité publique le 27 décembre 1898
Ce nouveau réseau comprend quatre lignes de tramways électriques (A à D) construites en remplacement  du réseau de tramways à chevaux. Les lignes sont ouvertes entre décembre 1899 et avril 1900. Deux extensions sont mises en service en 1911.
La compagnie disparaît, remplacée en 1933 par la Société fermière des tramways de Nîmes. Cette dernière est remplacée par la Régie municipale des tramways de Nîmes le 9 mars 1953.